# Maurílio de Gouveia
Maurílio Jorge Quintal de Gouveia (ur. 5 sierpnia 1932 w Funchal, zm. 19 marca 2019 w Gauli) – portugalski duchowny rzymskokatolicki, metropolita Évory w latach 1981–2008.
Święcenia prezbiteratu przyjął 4 czerwca 1955. 26 listopada 1973 Paweł VI mianował go biskupem pomocniczym patriarchatu Lizbony, przydzielając mu stolicę tytularną Sebana. Sakry biskupiej udzielił mu 13 stycznia 1974 ówczesny patriarcha Lizbony, kard. António Ribeiro.
21 marca 1978 papież wyniósł go do godności arcybiskupa ad personam, przenosząc na stolicę tytularną Mitylene. 17 października 1981 Jan Paweł II mianował go metropolitą Évory.
8 stycznia 2008 Benedykt XVI przyjął jego rezygnację z urzędu złożoną ze względu na osiągnięcie wieku emerytalnego.